# Gia Định thất thủ vịnh
Gia Định thất thủ vịnh là một bài phú Nôm của Việt Nam, gồm 19 vế (mỗi vế có hai câu) và một bài thơ thất ngôn bát cú, chưa xác định được tác giả, chỉ biết ra đời sau khi quân Pháp đánh chiếm Gia Định vào năm 1859.

## Thông tin mở đầu
Bài phú do học giả Trương Vĩnh Ký sưu tầm đầu tiên, phiên âm và giới thiệu trong sách Saigon d’ autrefois do C.Guilland et Martion ấn hành năm 1882, và ghi là khuyết danh. Tuy nhiên, lúc bấy giờ ông chỉ mới sưu tầm được 7 câu đầu. Mãi về sau, tác phẩm mới được sưu tầm đầy đủ và được giới thiệu trong Thi văn quốc cấm thời thuộc Pháp của Thái Bạch, Giai thoại làng Nho của Lãng Nhân, Tập Thành của Vương Hồng Sển,  Hào khí Đồng Nai của Ca Văn Thỉnh, v.v...
Theo Thái Bạch và Lãng Nhân, thì tác giả là Phan Văn Trị, nhưng cả hai ông đều không nêu ra chứng cứ. Vì thế, nhóm tác giả sách Sài Gòn Gia Định qua thơ văn xưa (tr. 280), và Ca Văn Thỉnh trong sách Hào khí Đồng Nai (tr. 138), vẫn ghi là khuyết danh.
Trong Tập Thành của học giả Vương Hồng Sển, thì bài này còn có tên là Gia Định phú (bài 2). Ông gọi vậy là để phân biệt với bài 1 là "Gia Định phú" (còn có tên là "Cổ Gia Định phong cảnh vịnh").
Năm 2012, nhà nghiên cứu Nguyễn Đình Đầu đã chọn bản của Vương Hồng Sển (vì đầy đủ hơn cả, tuy nhiên vẫn sử dụng các bản khác để hiệu đính và bổ túc) để in trong Tổng tập địa dư địa chí Việt Nam (tập 3), có kèm theo lời dẫn và chú thích của Trương Vĩnh Ký. Trong các bản ở trong các sách khác, có một số chữ dị bản.

## Giới thiệu bài phú

### Lời dẫn của Trương Vĩnh Ký
Vịnh này ai làm ra thì không có biết rõ, mà văn làm hay, đối đáp cân xứng. Xem hãy còn dài nữa, mà thấy bổn chép có bấy nhiêu, thì ta cũng chép lại bấy nhiêu. Bấy nhiêu cũng đủ hiểu ý tứ và chí khí của kẻ làm. Chính ý là tiếc đất cũ của mình nay đã về tay giặc; đổ cho đạo tuần hườn trời đất đổi dời khiến cho giặc mạnh. Khí giới giỏi, cơ xảo đến đánh mà lấy đi.
P.J.B. Trương Vĩnh Ký.

### Toàn văn bài phú
Dưới đây là toàn văn bài phú in trong Tổng tập địa dư địa chí Việt Nam (tập 3), do Nguyễn Đình Đầu giới thiệu.
Gia Định thất thủ vịnh
1. Thương thay đất Gia Định! Tiếc thay đất Gia Định!
Vực thẳm nên cồn, đất bằng nổi sóng.
2. Tàu khói chạy mây tuôn sông mấy khúc, lờ lạt bến Trâu 
Dây thép giăng chớp nhoáng đất ngàn trùng, ngã xiêu thành Phụng .
3. Bờ cõi phân chia khác mặt, trông ra như quáng như mù.
Giang sơn dời đổi lạ mày, tưởng tới dường mê dường tỉnh .
4. Lớp cũ tàn, lớp mới mọc, ngổn ngang xe ngựa đất gò bằng.
Dấu trước lấp, dấu sau bồi, tan nát cửa nhà trời dậy sấm .
5. Inh ỏi súng rền kinh cửa Bắc, hãi hùng trăm họ dứt câu ca 
Tò le kèn thổi trời Nam, mờ mịt năm canh không tiếng trống .
6. Hào kiệt tìm phương lánh mặt, sa cơ gió hạc lúc hư kinh 
Anh hùng kiếm chốn ẩn thân, sút thế nước cờ cơn lúng túng.
7. Từ Bến Thành trải qua chợ Sỏi  loài tanh hôi lang lệ biết bao nhiêu .
Nơi Chợ Lớn sắp tới Cầu Kho, quân mọi rợ lẫy lừng nên quá lắm.
8. Cầu Thị Nghè  cùng nơi Chợ Quán  chúa Giê-giu đắc ý vểnh râu.
Chùa Cẩm Đệm trải đến Cây Mai, Phật Bồ Tát chịu nghèo ôm bụng.
9. Nơi nơi nổi xóm đạo nhà thờ.
Chốn chốn lập chùa thiêng miếu thánh
10. Dọc dọc ngang ngang mấy lớp, thảy đều chúng nó lâu đài.
Văn văn võ võ hai bên, nào thấy quan ta võng lọng.
11. Ngậm ngùi thay ba bốn lân Gò Vấp , cây cỏ khô thân thế cũng khô.
Bát ngát nhẽ Mười tám thôn Vườn Trầu, hoa trái rụng, người đời cũng rụng.
12. Mấy dặm Gò Đen - Rạch Kiến, ngọn lửa thiêu sự nghiệp sạch không.
Đòi nơi Rạch Lá - Gò Công trận gió quét cửa nhà trống rỗng.
13. Tiếng kêu oan, oan này vì nước, hồn nghĩa dân biết dựa vào đâu?
Thân liều thác, thác cũng vì vua, xương nghĩa sĩ chất đà đầy đống.
14. Sông núi đào, mồ xiêu mả lạc, thương thay kẻ thác chẳng an hồn.
Đường sá đắp, cửa nát nhà tan, cực bấy người còn khôn nỗi sống.
15. Sau trước vầy đàng tả đạo, dân ta đòi bữa đòi suy.
Đêm ngày ỏi tiếng Lang Sa , thế nó càng ngày càng lộng.
16. Cờ Thành Thang  sao không thấy phất, bỏ liều con đỏ chốn chông gai.
Áo Võ Vương sao chẳng thấy cài, nỡ để dân đen trong bùn lấm.
17. Đầu Trung nguyên tóc hãy còn dài, công này nhờ Chu Bá, học Xuân Thu xin chớ biếm Hoàn Công .
Tay tả nhậm áo kia khỏi mặc, việc ấy bởi vì ai, học Luận ngữ cớ sao chê Quản Trọng .
18. Bóng xế dặm ngàn trong man mác, nước non này ai thấy chẳng buồn.
Trời chiều chim chóc nhảy lăng xăng, tình cảnh ấy lòng nào chẳng động?
19. Nay ta nhân cảm việc đời,
Vậy mới tả một bài ngâm vịnh:
Dắng dỏi lầu Tây tiếng địch xoang,
Đoái trông thấp thoáng bóng dương tàn.
Giang sơn tám cõi êm tì báo
Thế giới ba ngàn nổi sói lang.
Áy náy người lo ơn cúc dục,
Bâng khuâng kẻ tưởng nghĩa quân vương.
Ai về bến bắc thăm người Võ,
Hỏi cán cờ mao trải mấy sương?